# Hopperia massiliensis
Hopperia massiliensis är en rundmaskart som beskrevs av Vitiello 1969. Hopperia massiliensis ingår i släktet Hopperia och familjen Comesomatidae. Inga underarter finns listade i Catalogue of Life.